# Rába Premier 091
A Rába Premier 091 egy városi közlekedésre szánt, magas padlós szólóbusz. Három utasajtóval rendelkezik, melyek közül a harmadik egyfelszállósávos. A típus képes mozgássérült vagy babakocsis utasokat is szállítani, nekik a második ajtónál van lehetőségük a felszállásra, belül pedig van számukra biztosított hely.
A típus megtalálható volt Szolnok tömegközlekedésében, Békéscsaban, Debrecenben, Győrben, Sopronban, Kecskeméten és Miskolcon is.
A Körös Volán, Hajdú Volán egy, a Kunság Volán, Miskolc Városi Közlekedési Zrt. 2, a Jászkun Volán 4, a Nógrád Volán 5, a Kisalföld Volán 16 darabot vásárolt.
A Hajdú Volán 2011-ben eladta autóbuszát egy magáncégnek, amit 2020-ban selejteztek. A legelső autóbuszt a Jászkun Volán selejtezte 2012-ben. 2015-ben az ÉNYKK Északnyugat-magyarországi Közlekedési Központ egy példányt, 2016-ban az ÉNYKK Északnyugat-magyarországi Közlekedési Központ és a Miskolc Városi Közlekedési Zrt. 2-2 példányt selejtezett. A Volánbusz 2020-ban 3 példányt, 2021-ben 5 példányt, 2022-ben 14 példányt selejtezett.
2023-ra 2 darab maradt állományban, májusban mind a kettő járművet leállították, az egyiket májusban, a másikat októberben selejtezték. Megőrzésük nem szerepel tervekben.

## Utastér
| Ülőhelyek száma  | 28                                                                    |
| Állóhelyek száma | 76                                                                    |
| Utasülések       | IMAG Halas típusú műanyag ülések, párnázott ülő- és hátlappal         |
| Világítás        | Fénycsövekkel                                                         |
| Fűtés            | Vízfűtéses radiátorokkal (BPY-150)                                    |
| Szellőzés        | Két manuális tetőszellőző, 1/4 részben elhúzható ablakok              |
| Utastájékoztató  | 3 db EMKE kijelző elöl, oldalt, és hátul + 1 db viszonylatjelző tábla |
| Vezetőfülke      | Zárt                                                                  |